# Eckental Challenger
Eckental Challenger – męski turniej tenisowy rangi ATP Challenger Tour. Rozgrywany na kortach dywanowych w hali w niemieckim Eckental od 1997 roku.

## Mecze finałowe

### Gra pojedyncza
| Rok  | Mistrz                 | Finalista           | Wynik               |
| 2021 | Daniel Masur           | Maxime Cressy       | 6:4, 6:4            |
| 2020 | Sebastian Korda        | Ramkumar Ramanathan | 6:4, 6:4            |
| 2019 | Jiří Veselý            | Steve Darcis        | 6:4, 4:6, 6:3       |
| 2018 | Antoine Hoang          | Ruben Bemelmans     | 7:5, 6:3            |
| 2017 | Maximilian Marterer    | Jerzy Janowicz      | 7:6(8), 3:6, 6:3    |
| 2016 | Steve Darcis           | Alex de Minaur      | 6:4, 6:2            |
| 2015 | Michaił Jużny          | Benjamin Becker     | 7:5, 6:3            |
| 2014 | Ruben Bemelmans        | Tim Pütz            | 7:6(3), 6:3         |
| 2013 | Benjamin Becker        | Ruben Bemelmans     | 2:6, 7:6(3), 6:4    |
| 2012 | Daniel Brands          | Ernests Gulbis      | 7:6(0), 6:3         |
| 2011 | Rajeev Ram             | Karol Beck          | 6:4, 6:2            |
| 2010 | Igor Sijsling          | Ruben Bemelmans     | 3:6, 6:2, 6:3       |
| 2009 | Daniel Brands          | Dustin Brown        | 6:4, 6:4            |
| 2008 | Denis Gremelmayr       | Roko Karanušić      | 6:2, 7:5            |
| 2007 | Denis Gremelmayr       | Roko Karanušić      | walkower            |
| 2006 | Ernests Gulbis         | Philipp Petzschner  | 6:3, 6:0            |
| 2005 | Michael Berrer         | Steve Darcis        | 6:3, 4:6, 6:4       |
| 2004 | Alexander Waske        | Lars Burgsmüller    | 7:5, 7:6(15)        |
| 2003 | Dennis van Scheppingen | Joachim Johansson   | 5:7, 6:3, 7:6(3)    |
| 2002 | Lars Burgsmüller       | Björn Phau          | 7:6(3), 5:7, 6:4    |
| 2001 | Alexander Popp         | Peter Wessels       | 6:4, 5:7, 6:2       |
| 2000 | Jens Knippschild       | Olivier Mutis       | 6:7(5), 7:6(4), 7:5 |
| 1999 | George Bastl           | Petr Luxa           | 7:6(5), 4:6, 6:4    |
| 1998 | Jared Palmer           | Wolfgang Schranz    | 7:6, 6:2            |
| 1997 | Rainer Schüttler       | Petr Luxa           | 6:4, 6:1            |

### Gra podwójna
| Rok  | Mistrzowie                           | Finaliści                             | Wynik              |
| 2021 | Roman Jebavý Jonny O’Mara            | Ruben Bemelmans Daniel Masur          | 6:4, 7:5           |
| 2020 | Dustin Brown Antoine Hoang           | Lloyd Glasspool Alex Lawson           | 6:7(8), 7:5, 13–11 |
| 2019 | Ken Skupski John-Patrick Smith       | Sander Arends Roman Jebavý            | 7:6(2), 6:4        |
| 2018 | Kevin Krawietz Andreas Mies          | Hugo Nys Jonny O’Mara                 | 6:1, 6:4           |
| 2017 | Sander Arends Roman Jebavý           | Ken Skupski Neal Skupski              | 6:2, 6:4           |
| 2016 | Kevin Krawietz Albano Olivetti       | Roman Jebavý Andrej Martin            | 6:7(8), 6:4, 10–7  |
| 2015 | Ruben Bemelmans Philipp Petzschner   | Ken Skupski Neal Skupski              | 7:5, 6:2           |
| 2014 | Ruben Bemelmans Niels Desein         | Andreas Beck Philipp Petzschner       | 6:3, 4:6, 10–8     |
| 2013 | Dustin Brown Philipp Marx            | Piotr Gadomski Mateusz Kowalczyk      | 7:6(4), 6:2        |
| 2012 | James Cerretani Adil Shamasdin       | Tomasz Bednarek Andreas Siljeström    | 6:3, 2:6, 10–4     |
| 2011 | Andre Begemann Aleksander Kudriawcew | James Cerretani Adil Shamasdin        | 6:3, 3:6, 11–9     |
| 2010 | Scott Lipsky Rajeev Ram              | Sanchai Ratiwatana Sonchat Ratiwatana | 6:7(2), 6:4, 10–4  |
| 2009 | Michael Kohlmann Alexander Peya      | Philipp Marx Igor Zelenay             | 6:4, 7:6(4)        |
| 2008 | Yves Allegro Horia Tecău             | James Auckland Márcio Torres          | 6:3, 3:6, 10–7     |
| 2007 | Philipp Petzschner Alexander Peya    | Philipp Marx Lars Übel                | 6:3, 6:4           |
| 2006 | Joshua Goodall Ross Hutchins         | Sander Groen Torsten Popp             | 7:5, 6:3           |
| 2005 | Christopher Kas Philipp Petzschner   | Torsten Popp Jasper Smit              | 6:3, 7:5           |
| 2004 | Christopher Kas Philipp Petzschner   | Daniele Bracciali Petr Luxa           | 6:4, 7:6(5)        |
| 2003 | Stephen Huss Robert Lindstedt        | Lars Burgsmüller Andreas Tattermusch  | walkower           |
| 2002 | Yves Allegro Lovro Zovko             | Philipp Petzschner Simon Stadler      | 4:6, 7:6(0), 6:4   |
| 2001 | George Bastl Neville Godwin          | Yves Allegro Marcus Hilpert           | 6:4, 4:6, 7:5      |
| 2000 | Karsten Braasch Jens Knippschild     | Ivo Heuberger Michael Kohlmann        | 7:6(5), 6:3        |
| 1999 | Petr Pála Pavel Vízner               | Steven Randjelovic Lovro Zovko        | 6:4, 6:3           |
| 1998 | Tomáš Cibulec Raemon Sluiter         | Barry Cowan Filippo Veglio            | 7:6, 6:3           |
| 1997 | Lars Rehmann Rainer Schüttler        | Georg Blumauer Maks Mirny             | 6:4, 1:6, 6:3      |